# Saïd Belhout
Saïd Belhout (arabisch سعيد بلحوت, DMG Saʿīd Balḥūt; * 16. April 1975 in Tiaret) ist ein ehemaliger algerischer Leichtathlet, der sich auf den Langstreckenlauf spezialisiert hat.

## Sportliche Laufbahn
Erste Erfahrungen bei internationalen Meisterschaften sammelte Saïd Belhout vermutlich bei den Halbmarathon-Weltmeisterschaften 1994 in Oslo, bei denen er im Einzelbewerb nicht ins Ziel kam. Bei den Halbmarathon-Weltmeisterschaften 2000 in Veracruz gelangte er nach 1:08:46 h auf den 50. Platz und im Jahr darauf gelangte er bei den Halbmarathon-WM in Bristol nach 1:03:58 h auf Rang 49. Bei den Halbmarathon-Weltmeisterschaften 2003 in Vilamoura platzierte er sich nach 1:03:48 h auf den 22. Platz und im Jahr darauf klassierte er sich bei den Olympischen Sommerspielen in Athen mit 2:22:32 h auf dem 42. Platz im Marathonlauf. Anschließend gewann er bei den Panarabischen Spielen in Algier in 1:05:45 h die Silbermedaille im Halbmarathon hinter dem Marokkaner Abdelatif Meftah. Bei den Crosslauf-Weltmeisterschaften 2005 in Saint-Étienne gelangte er nach 38:21 min auf den 50. Platz und anschließend gewann er bei den erstmals ausgetragenen Islamic Solidarity Games in Mekka in 2:21:16 h die Silbermedaille im Marathon hinter dem Marokkaner Zaid Laaroussi. Daraufhin siegte er bei den Mittelmeerspielen in Almería in 1:05,01 h im Halbmarathon und kam dann bei den Weltmeisterschaften in Helsinki über die volle Marathondistanz nicht ins Ziel. Im November siegte er in 1:02:48 h beim Oran-Halbmarathon. Bei den Crosslauf-Weltmeisterschaften 2006 in Fukuoka landete er nach 38:06 min auf den 59. Platz im Einzelrennen und beendete daraufhin seine aktive sportliche Karriere im Alter von 31 Jahren.

## Persönliche Bestzeiten
- 15-km-Straßenlauf: 44:26 min, 8. September 2001 in Tulle (algerischer Rekord)
- Halbmarathon: 1:02:40 h, 19. Oktober 2003 in Niort
- Marathon: 2:13:37 h, 4. April 2004 in Paris